# Hishimonus discigutta
Hishimonus discigutta är en insektsart som beskrevs av Walker 1857. Hishimonus discigutta ingår i släktet Hishimonus och familjen dvärgstritar. Inga underarter finns listade i Catalogue of Life.